# 阿爾德迪斯峰
68°12′S 49°35′E / 68.200°S 49.583°E
阿爾德迪斯峰（英語：Alderdice Peak）是南極洲的山峰，屬於奈伊山脈的一部分，處於安德伍德山東南面10公里，以澳大利亞的氣員觀測員命名，現時由南極條約體系管理。